# São Sebastião do Oeste
São Sebastião do Oeste est une municipalité brésilienne de l'État du Minas Gerais et la microrégion de Divinópolis.